# Piccadilly Circus (Metropolitano de Londres)
Piccadilly Circus é uma estação do Metrô de Londres localizada diretamente abaixo do Piccadilly Circus ele próprio, com entradas em cada esquina. Localizada na Zona 1 do Travelcard, a estação fica na linha Piccadilly entre Green Park e Leicester Square e na linha Bakerloo entre Charing Cross e Oxford Circus.

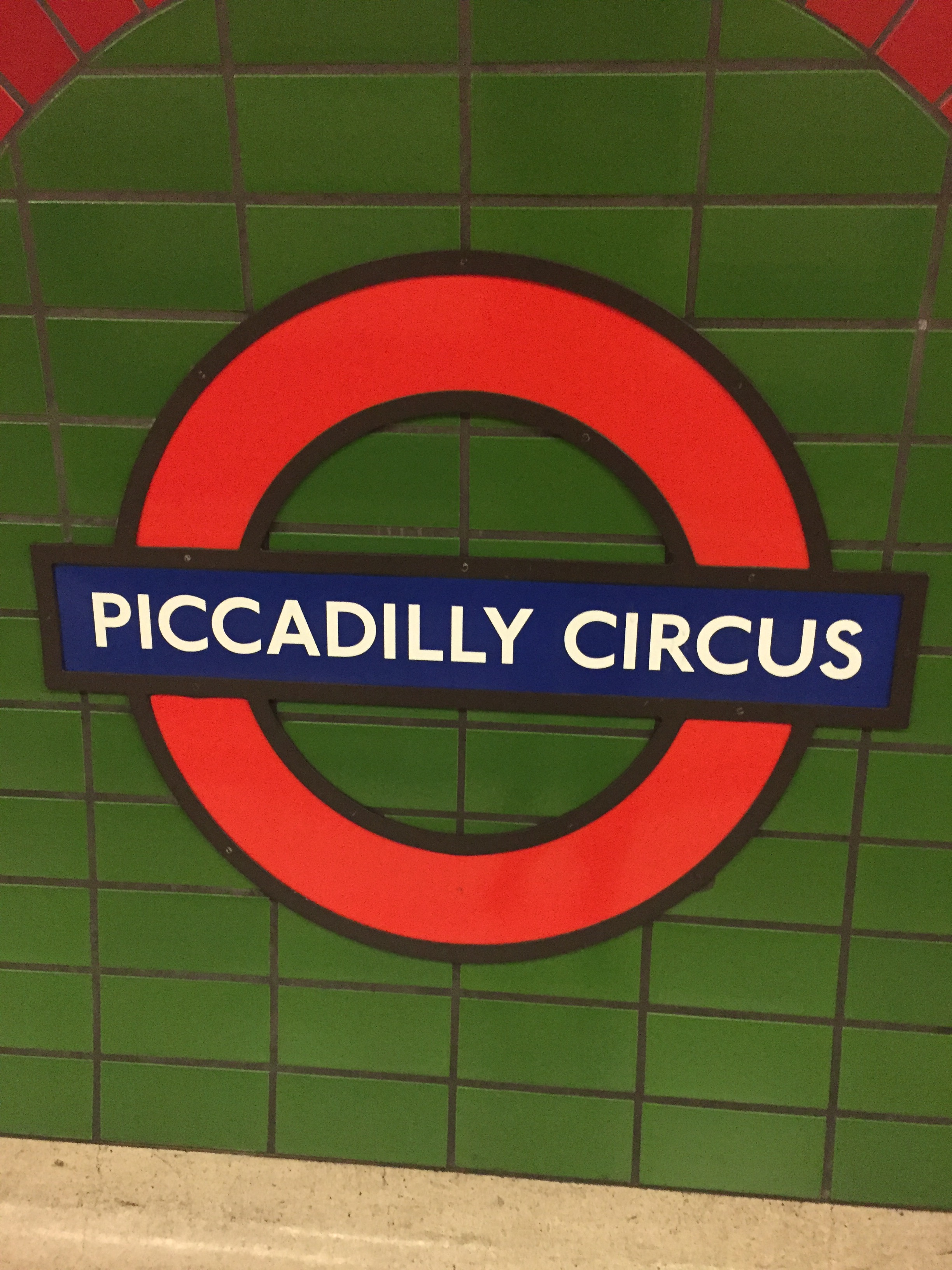
Símbolo do Metrô em Piccadilly Circus

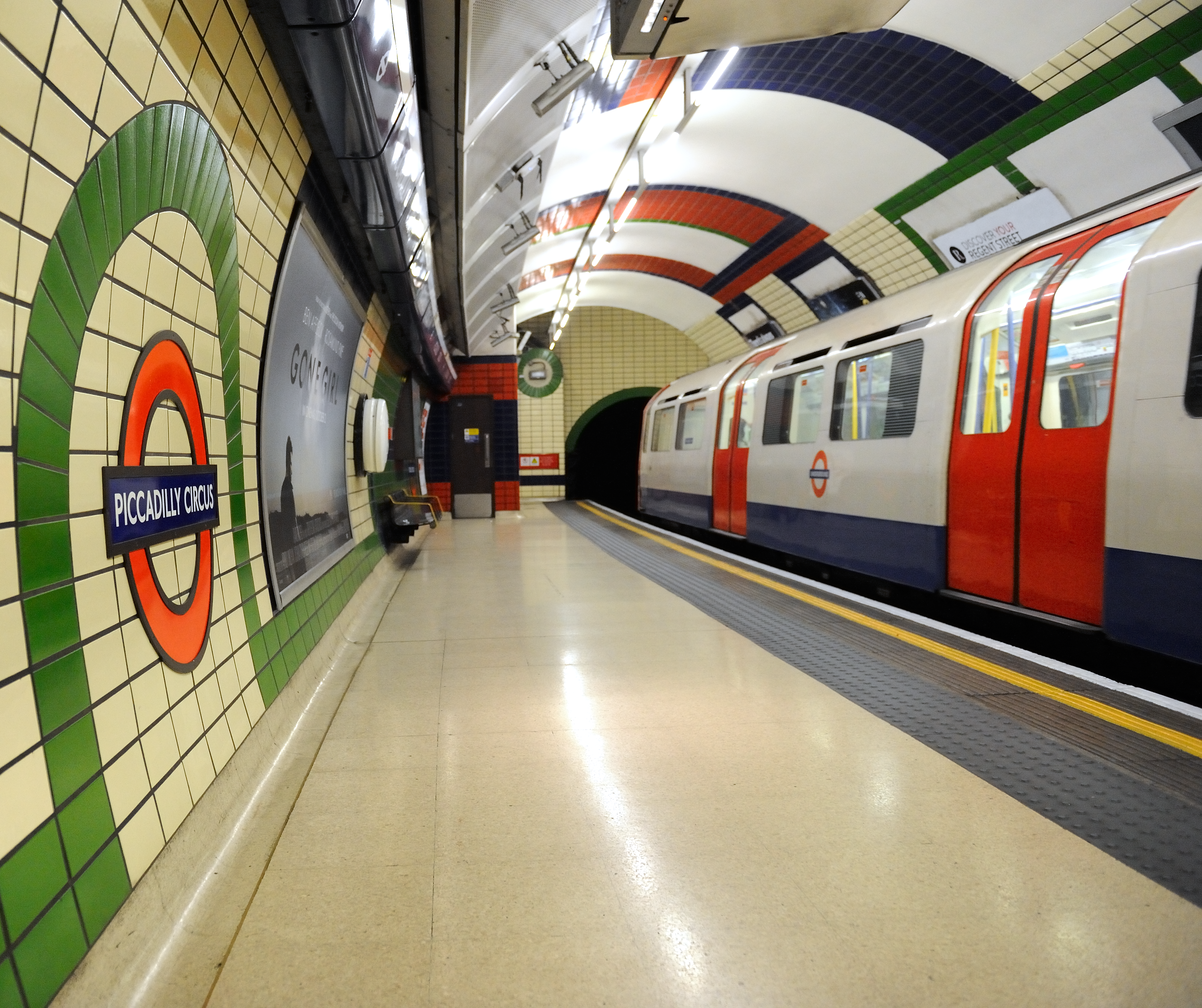
Plataforma da estação subterrânea de Metropolitano Piccadilly Circus

## História
A estação foi inaugurada em 10 de março de 1906 pela Baker Street and Waterloo Railway (atualmente a linha Bakerloo) com as plataformas da Great Northern, Piccadilly and Brompton Railway (atualmente a linha Piccadilly) sendo inauguradas em 15 de dezembro de 1906. Como originalmente construída, ela tinha, como outras estações, um salão de reservas de superfície (projetado, como muitos no centro de Londres, e construído na época por Leslie Green). O desenvolvimento do tráfego antes e depois da Primeira Guerra Mundial significou que a necessidade de melhorar as instalações da estação era aguda - em 1907, 1,5 milhão de passageiros usaram a estação; em 1922, ela cresceu para 18 milhões de passageiros. Decidiu-se construir um salão de reservas e uma área de circulação na superfície, que também forneceria passagens subterrâneas públicas para pedestres. O trabalho começou em fevereiro de 1925 e foi concluído em 1928. O arquiteto era Charles Holden e a construtora era John Mowlem & Co: todo o complexo custava mais de meio milhão de libras. Onze escadas rolantes foram fornecidas em duas saídas, levando às duas linhas que serviam a estação. Acima dessas escadas rolantes havia um mural do artista Stephen Bone, mostrando o mundo com Londres no centro. Este mural foi posteriormente substituído por publicidade. O famoso Shaftesbury Memorial Fountain (também conhecido como Eros), diretamente acima da estação, teve que ser movido para os Victoria Embankment Gardens, enquanto que o trabalho de construção estava ocorrendo.

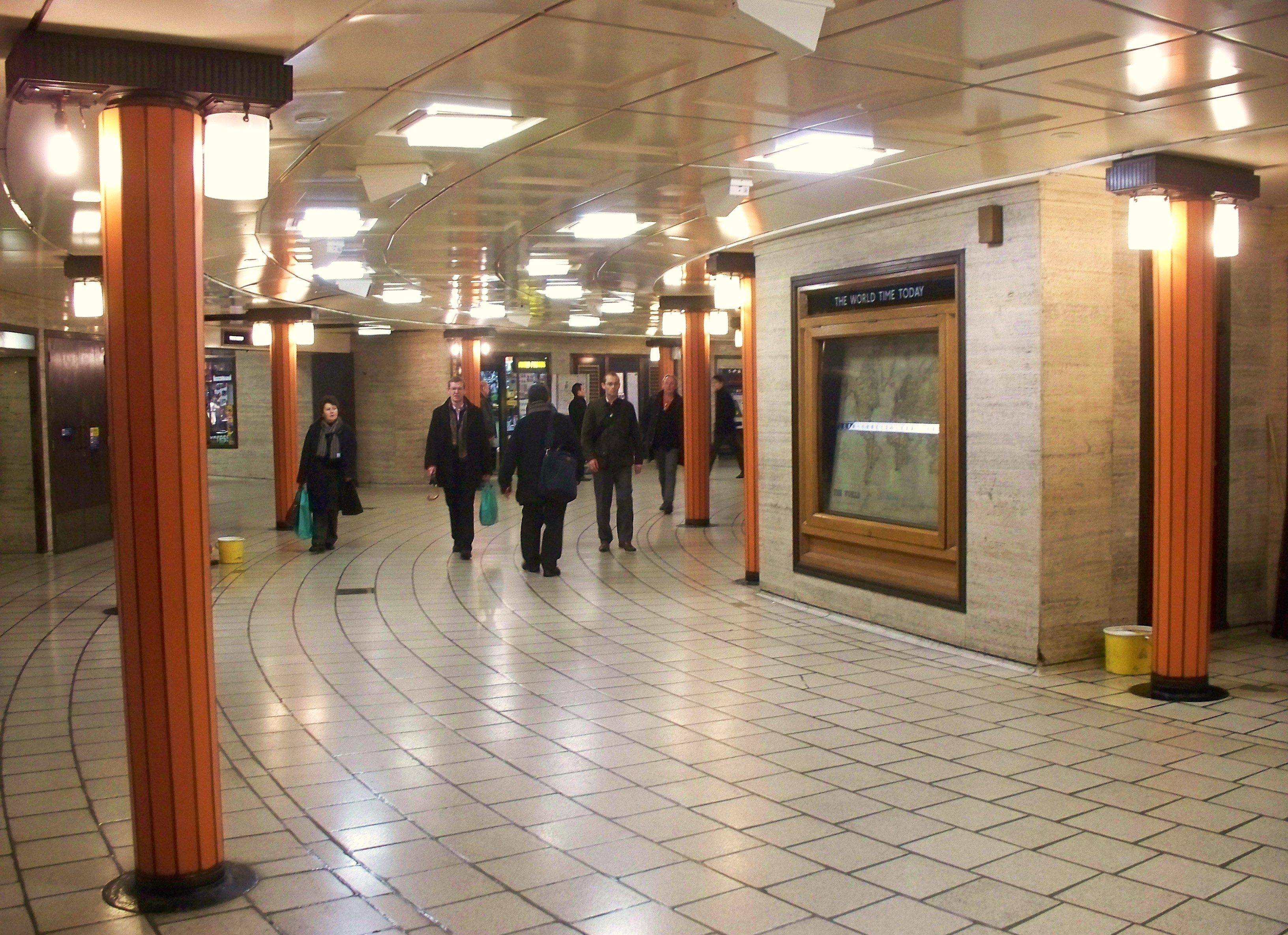
O concurso circular da estação abaixo do Circus

O antigo edifício da estação, projetado por Leslie Green foi finalmente fechado para o tráfego em 21 de julho de 1929, foi demolido na década de 1980, quando o grande edifício na esquina da Jermyn Street, Piccadilly e Haymarket foi construído, embora partes dela permaneçam preservadas em áreas abandonadas.
As plataformas da linha Bakerloo em Piccadilly Circus oferecem uma visão única da rede: a disposição para trás é incomum, mas o único túnel que contém um cruzamento na extremidade norte da estação permite que os passageiros vejam as duas plataformas ao mesmo tempo. 
Esta estação pode funcionar como um terminal intermediário para os trens da linha Bakerloo na direção sul. Piccadilly Circus é uma das poucas estações do Metropolitano de Londres que não possui edifícios associados acima do solo.
O Museu dos Transportes de Londres frequentemente realiza visitas guiadas às partes eduardianas originais da estação por meio de seu programa "Hidden London".

## Obra de Arte
Em 2016, a Art on the Underground encomendou aos artistas Langlands & Bell a criação de uma obra de arte para homenagear Frank Pick, o antigo CEO da London Transport, no 75º aniversário da sua morte. A obra de arte Beauty < Immortality está localizada num lugar de destaque na parede do hall de bilhetes, com um tubo redondo de Frank Pick e letras de bronze em Johnston – uma fonte de letra encomendada por Pick em 1915, que ainda é usado em toda a rede de transportes de Londres hoje.

## Conexões
As rotas dos ônibus de Londres 6, 9, 12, 14, 19, 38, 88, 94, 139, 159, 453 e as rotas noturnas N3, N9, N15, N18, N19, N38, N97, N109, N113 e N136 atendem a estação.